# エケコ

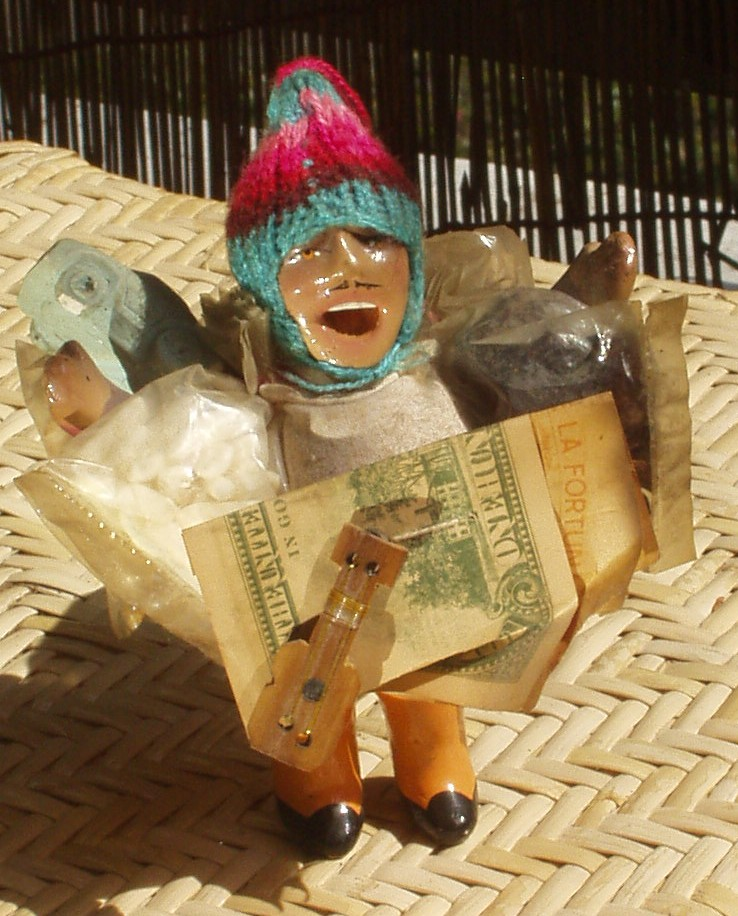
エケコ人形

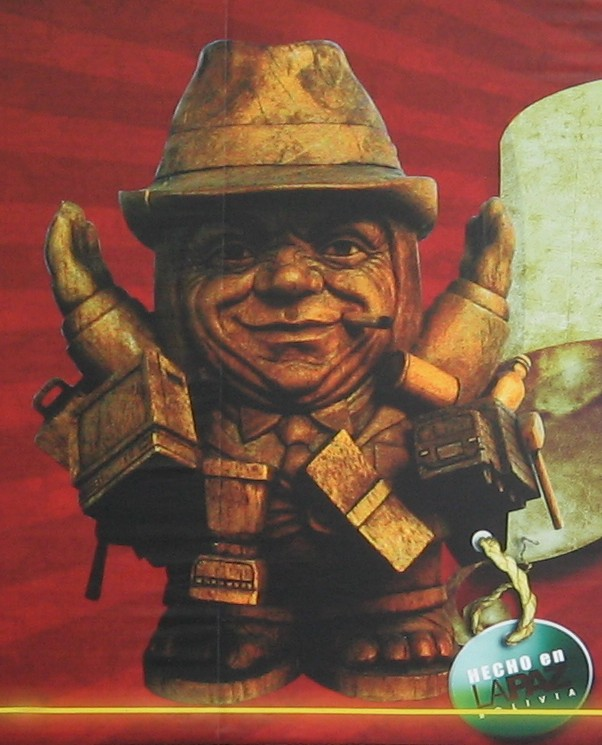
エケコ人形

エケコ、エケコ人形（えけこにんぎょう）とは、南米ボリビアでアラシタの祭（後述）の際に売られる人形である。

## 概要
ほとんどは陶製で、高さは数cm〜数十cm。両手を広げた小太りのおじさんで、いわゆる“チョビ髭”を生やし、口を開けて笑っている。頭には、インディオがよくかぶっている耳まで覆うことのできる毛糸の帽子をかぶり、時にはそのうえに山高帽などをかぶることもある。
エケコはアイマラ族、ケチュア族の間で福天（福の神）と信じられており、自分が手に入れたいもののミニチュア品を持たせ、タバコを咥えさせる ことによってその入手を祈願する。祈願する品は何品あってもよいので、体中に様々なミニチュア品がくくりつけられて胴体が見えなくなっているのが普通である。現在ではアイマラ族やその子孫だけでなく、広くメスティーソ、欧米系の人も家に飾っている。願掛けされた物の下は原色の背広を着ている。
エケコは現地ではekeko, equeko, ekecoとも綴られ、まれにikikuと呼ばれることもある。「ケ」にアクセントがある。「ケ」の発音は、正しくはのどの奥を詰まらせた（痰を吐くときのような）発音であるが、アイマラ語を知っている人でなければ普通のスペイン語のqueの発音をしている（日本語では「エケッコー」、「エケッコ」表記も散見される）。
本来は年初のアラシタの祭りの際に販売されるものであるが、現在は観光客への土産物としていつでも売られている。
日本では日本テレビ系『ザ!世界仰天ニュース』（2010年5月12日放送「幸せになりたいスペシャル・ボリビア　エケコの幸せパワー」、2011年8月17日放送「幸せスペシャル パート4・仰天ニュースで幸せつかむ!!」）で紹介された。

## アラシタの祭
アラシタの祭（あらしたのまつり）またはアラシタの市（あらしたのいち）（西: Feria de Alasita、英: Alasitas fair）は、毎年1月24日にアンデス地方のいくつかの町で行なわれる、エケコとミニチュア品の市場である。特にボリビアのラパスで行なわれるアラシタの祭は規模も大きく有名である。本来の祭は1月24日であるが、その数日前から市場は開かれる。
エケコの説明にあるとおり、アイマラ族の人たちは今年手に入れたいと願うもののミニチュア品をエケコに持たせて飾る。このため、アラシタの祭では実に様々なもののミニチュア品が販売されている。一例を挙げると、次のようなものである。
- 袋に入った穀類（米、麦、キヌアなど）
- 缶詰の食料品
- 洗濯用粉石鹸や固形石鹸
- 鍋、釜、フライパンなどの調理器具
- 紙幣（ボリビアーノ、ドルなど）
- クレジットカード
- 大学の学位記（ディプロマ）
- 各種資格証（弁護士資格、医師免許、教員免許、運転免許など）
- 家（庭付きの豪邸のジオラマのようなものも）
- 煉瓦や鉄骨などの建材
- オートバイ、乗用車、トラック
- パソコン、冷蔵庫、洗濯機、ステレオなどの家電品
- ドレスなどの服飾品や宝飾品
- パスポート
- 航空券や鉄道、バスなどの切符

また、変わった例では、よい男性と巡り会いたい女性は雄鶏のミニチュアをエケコに持たせる（スペイン人的感覚では鶏は弱いものの代表であるが、アイマラ人的感覚では強い動物なのであろう）。
いわゆるバービー人形のような女の子用の玩具も売られているが、これはきれいな女性が欲しい男性のためのものではなく、かわいくなりたい、または人形が着ているようなきれいな服を手に入れたいと願う女性が購入する。
これらのミニチュア品は、近年ではコピー機を使うなどして本物そっくりに作られている。箱入りの洗剤などは、ラベルが現実の商品そのままで、1cm程度の大きさになっているのである（中には本当にその洗剤が一摘み入っていたりする）。
もともとは、ミニチュア品は販売されていたのではなく、各自が自分が作ったミニチュア品を持ち寄って交換していたのだという。
近年ではドル札やユーロ札のミニチュアが流行りで、背景には出稼ぎ移民の送金が生活の頼みになっている現状があるという。

## 起源
起源は諸説あるが、ボリビアの考古学者カルロス・ポンセによるとティワナク文化の神事がインカ帝国に受け継がれたものだという。ペルー・サンマルコス大学のセノン・デパス教授はインカの神ビラコチャと同一のものだとする。インカ帝国の首都だったクスコ郊外の山では帽子をかぶり荷物を背負った神の像が彫られているという。
いずれにしてもインカ時代に遡るのは定説とみられる。願掛けでタバコを吸わせるのはアンデス地方で予言などの際にタバコの煙が必要とされていた為のようで、北アメリカのネイティブ・アメリカンの中にも同じような儀式が存在する。